# León (Iloílo)
León es un municipio filipino de segunda clase, perteneciente a la provincia de Iloílo, en las Bisayas Occidentales.

## Demografía
En 2020, el municipio de León tenía censados 51 990 habitantes.